# Cleveland Bay
Cleveland Bay es una raza de caballos de tiro ligero desarrollada en el distrito de Cleveland del condado de Yorkshire (Inglaterra).

## Características
Los caballos Cleveland tienen una altura que puede variar entre 163 y 168 cm. Su pelaje es siempre castaño : pelos del cuerpo de color castaño con cola y crin negras. Los términos castaño y bayo en castellano son equivalentes.

## Historia
Los antepasados del actual caballo de Cleveland se criaban principalmente en abadías y monasterios ingleses como caballos de tiro empleados en el transporte de todo tipo de productos. La gente los denominaba también "Chapman Horses" (caballos de viajante) porque los comerciantes los empleaban a menudo por sus cualidades.